# Urophyllum pallidum
Urophyllum pallidum är en måreväxtart som beskrevs av Elmer Drew Merrill. Urophyllum pallidum ingår i släktet Urophyllum och familjen måreväxter. Inga underarter finns listade i Catalogue of Life.